# Milan Associazione Calcio 1986-1987
Questa voce raccoglie le informazioni riguardanti il Milan Associazione Calcio nelle competizioni ufficiali della stagione 1986-1987.

## Stagione

Il confermato tecnico Liedholm (al centro) posa a Milanello tra i neoacquisti della stagione (da sinistra): Massaro, Galli, Bonetti, Donadoni e Galderisi.

Il 18 luglio 1986 l'Arena Civica di Milano ospitò uno spettacolo per festeggiare l'insediamento di Berlusconi alla presidenza.
La stagione ufficiale iniziò, invece, ad agosto: i rossoneri passarono il girone di Coppa Italia al secondo posto, dietro il Parma. In campionato, nonostante le 2 sconfitte iniziali, la squadra emerse alla distanza: con la vittoria a Como nell'ultimo turno di andata (grazie alla prima rete di Maldini in A), il Milan si ritrovò a 3 punti dal Napoli capolista. In seguito ebbe una crisi di risultati, che lo allontanò dalle zone di vertice della classifica. In coppa, fu eliminato proprio dai ducali (ritrovati negli ottavi di finale): l'allenatore emiliano era Sacchi, già prenotato dalla dirigenza per la stagione seguente.
Nelle ultime 5 giornate, Fabio Capello (in precedenza viceallenatore) sostituì l'esonerato Liedholm. Spinta dai gol del capocannoniere Virdis, la formazione terminò a pari punti con la Sampdoria battendo poi i doriani nello spareggio per la Coppa UEFA. A fine stagione la squadra vince la terza edizione del Mundialito per club.

## Divise e sponsor

Paolo Maldini con la nuova maglia della stagione che, oltre a rispolverare un'ampia palatura, porta al debutto le fibre sintetiche nonché un colore rosso più acceso.

Il fornitore tecnico per la stagione 1986-1987 è Kappa, mentre lo sponsor ufficiale è Fotorex U-Bix, marchio del gruppo Olivetti.
La divisa casalinga è composta da una maglia a strisce verticali della stessa dimensione, rosse e nere: proprio i pali della casacca, a differenza dello standard degli ultimi due decenni in casa milanista, tornano a essere abbastanza larghi e, sfruttando i moderni materiali sintetici, portano la novità di una più viva tonalità di rosso rispetto alla tradizione, per questo definita (ancor più dopo l'acquisizione del club da parte del magnate dei media Silvio Berlusconi) «televisivamente al passo con i tempi»; anche il resto dell'uniforme mostra novità, con i calzettoni che abbandonano lo storico nero per diventare bianchi, abbinandosì così ai pantaloncini. Nei mesi invernali la squadra utilizzò anche una versione in lanetta, con una palatura meno fitta.
La divisa di riserva consta invece di una maglia bianca con fascia rossa, a sua volta cinta alla base da un'altra striscia nera, questa più sottile; pantaloncini e calzettoni sono interamente bianchi.
| Casa | Trasferta | Portiere |

## Organigramma societario
Dalla rivista ufficiale Forza Milan!.
Area direttiva
- Presidente: Silvio Berlusconi
- Vice presidente: Paolo Berlusconi
- Amministratori delegati: Paolo Berlusconi, Giancarlo Foscale, Adriano Galliani
- Direttori sportivi: Ariedo Braida, Silvano Ramaccioni

Area organizzativa
- Direttore amministrativo: Giovanni Manea
- Responsabile organizzativo: Paolo Taveggia
- Segretaria organizzativa: Mary Gazzotti
- Segretaria: Rina Barbara Ercoli

Area tecnica
- Allenatore: Nils Liedholm (fino ad aprile 1987), Fabio Capello (da aprile 1987)
- Allenatore in seconda: Fabio Capello (fino ad aprile 1987), Luciano Tessari
- Preparatore atletico: Fulvio Sguazzero

Area sanitaria
- Medico sociale: Giovanni Battista Monti
- Massaggiatori: Paolo Mariconti, Ruggero Ribolzi

## Rosa
| N. |                   | Ruolo | Calciatore                     |
| -- | ----------------- | ----- | ------------------------------ |
|    | Italia (bandiera) | P     | Francesco Alberti              |
|    | Italia (bandiera) | P     | Giovanni Galli                 |
|    | Italia (bandiera) | P     | Giulio Nuciari                 |
|    | Italia (bandiera) | D     | Franco Baresi (capitano)       |
|    | Italia (bandiera) | D     | Dario Bonetti                  |
|    | Italia (bandiera) | D     | Catello Cimmino                |
|    | Italia (bandiera) | D     | Alessandro Costacurta          |
|    | Italia (bandiera) | D     | Filippo Galli                  |
|    | Italia (bandiera) | D     | Roberto Lorenzini              |
|    | Italia (bandiera) | D     | Paolo Maldini                  |
|    | Italia (bandiera) | D     | Mauro Tassotti (vice capitano) |
|    | Italia (bandiera) | C     | Agostino Di Bartolomei         |

| N. |                        | Ruolo | Calciatore           |
| -- | ---------------------- | ----- | -------------------- |
|    | Italia (bandiera)      | C     | Roberto Donadoni     |
|    | Italia (bandiera)      | C     | Alberico Evani       |
|    | Italia (bandiera)      | C     | Andrea Manzo         |
|    | Italia (bandiera)      | C     | Giovanni Stroppa     |
|    | Inghilterra (bandiera) | C     | Ray Wilkins          |
|    | Italia (bandiera)      | C     | Francesco Zanoncelli |
|    | Italia (bandiera)      | A     | Giuseppe Galderisi   |
|    | Inghilterra (bandiera) | A     | Mark Hateley         |
|    | San Marino (bandiera)  | A     | Marco Macina         |
|    | Italia (bandiera)      | A     | Daniele Massaro      |
|    | Italia (bandiera)      | A     | Pietro Paolo Virdis  |

## Calciomercato

### Sessione estiva
| Acquisti | Acquisti           | Acquisti   | Acquisti   |
| R.       | Nome               | da         | Modalità   |
| -------- | ------------------ | ---------- | ---------- |
| P        | Giovanni Galli     | Fiorentina | definitivo |
| D        | Dario Bonetti      | Roma       | definitivo |
| D        | Catello Cimmino    | Ascoli     | definitivo |
| C        | Roberto Donadoni   | Atalanta   | definitivo |
| A        | Stefano Borgonovo  | Como       | definitivo |
| A        | Giuseppe Galderisi | Verona     | definitivo |
| A        | Daniele Massaro    | Fiorentina | definitivo |

| Cessioni | Cessioni          | Cessioni     | Cessioni   |
| R.       | Nome              | a            | Modalità   |
| -------- | ----------------- | ------------ | ---------- |
| P        | Giuliano Terraneo | Lazio        | definitivo |
| P        | Antonio Vettore   | Prato        | definitivo |
| D        | Carmelo Mancuso   | Messina      | definitivo |
| D        | Luigi Russo       | Como         | definitivo |
| C        | Mario Bortolazzi  | Parma        | prestito   |
| C        | Gabriello Carotti | L.R. Vicenza | definitivo |
| C        | Alfonso Di Marco  | Pro Patria   | definitivo |
| C        | Andrea Icardi     | Atalanta     | definitivo |
| A        | Stefano Borgonovo | Como         | prestito   |
| A        | Paolo Rossi       | Verona       | definitivo |
| A        | Valentino Spelta  | Prato        | definitivo |

### Sessione autunnale
| Acquisti | Acquisti | Acquisti | Acquisti |
| R.       | Nome     | da       | Modalità |
| -------- | -------- | -------- | -------- |

| Cessioni | Cessioni              | Cessioni | Cessioni   |
| R.       | Nome                  | a        | Modalità   |
| -------- | --------------------- | -------- | ---------- |
| D        | Catello Cimmino       | Ascoli   | prestito   |
| D        | Alessandro Costacurta | Monza    | prestito   |
| A        | Marco Macina          | Reggiana | definitivo |

## Risultati

### Serie A

#### Girone di andata
| Arbitro: | Lombardo (Marsala) |

|  |           |             |
|  | Marcatori | 19’ Barbuti |

| Arbitro: | Paparesta (Bari) |

|           |           |  |
| Galia 45’ | Marcatori |  |

| Arbitro: | Agnolin (Bassano del Grappa) |

|                               |           |                |
| Di Bartolomei 18’ Massaro 28’ | Marcatori | 85’ Cantarutti |

| Torino 5 ottobre 1986 4ª giornata | Juventus          | 0 – 0 referto | Milan | Stadio Comunale Vittorio Pozzo (58 039 spett.)\| Arbitro: \| Bergamo (Livorno) \| |
| Arbitro:                          | Bergamo (Livorno) |               |       |                                                                                   |

| Milano 12 ottobre 1986 5ª giornata | Milan           | 0 – 0 referto | Inter | Stadio Giuseppe Meazza (74 271 spett.)\| Arbitro: \| Magni (Bergamo) \| |
| Arbitro:                           | Magni (Bergamo) |               |       |                                                                         |

| Arbitro: | Lanese (Messina) |

|  |           |                                          |
|  | Marcatori | 26’ Massaro 61’ (rig.) Baresi 90’ Virdis |

| Arbitro: | Boschi (Parma) |

|                         |           |  |
| Donadoni 14’ Virdis 40’ | Marcatori |  |

| Arbitro: | Longhi (Roma) |

|                                   |           |  |
| Baresi 41’ (rig.) Virdis 74’, 77’ | Marcatori |  |

| Arbitro: | Bergamo (Livorno) |

|                              |           |  |
| Paganin 10’ Briegel 60’, 77’ | Marcatori |  |

| Arbitro: | Baldi (Roma) |

|                        |           |  |
| Virdis 53’ Hateley 70’ | Marcatori |  |

| Torino 30 novembre 1986 11ª giornata | Torino             | 0 – 0 referto | Milan | Stadio Comunale Vittorio Pozzo (36 278 spett.)\| Arbitro: \| Lombardo (Marsala) \| |
| Arbitro:                             | Lombardo (Marsala) |               |       |                                                                                    |

| Milano 14 dicembre 1986 12ª giornata | Milan             | 0 – 0 referto | Napoli | Stadio Giuseppe Meazza (71 198 spett.)\| Arbitro: \| Bergamo (Livorno) \| |
| Arbitro:                             | Bergamo (Livorno) |               |        |                                                                           |

| Arbitro: | Agnolin (Bassano del Grappa) |

|                     |           |                        |
| Desideri 45’ (rig.) | Marcatori | 26’ (rig.), 54’ Virdis |

| Arbitro: | Pairetto (Nichelino) |

|  |           |             |
|  | Marcatori | 62’ Maldini |

| Milano 11 gennaio 1987 15ª giornata | Milan            | 0 – 0 referto | Udinese | Stadio Giuseppe Meazza (57 830 spett.)\| Arbitro: \| Paparesta (Bari) \| |
| Arbitro:                            | Paparesta (Bari) |               |         |                                                                          |

#### Girone di ritorno
| Arbitro: | Longhi (Roma) |

|              |           |  |
| Pusceddu 71’ | Marcatori |  |

| Arbitro: | Mattei (Macerata) |

|            |           |  |
| Virdis 75’ | Marcatori |  |

| Arbitro: | Agnolin (Bassano del Grappa) |

|                   |           |                 |
| Magrin 69’ (rig.) | Marcatori | 31’, 75’ Virdis |

| Arbitro: | Pieri (Genova) |

|            |           |            |
| Virdis 74’ | Marcatori | 55’ Serena |

| Arbitro: | Bergamo (Livorno) |

|                   |           |                          |
| Baresi 26’ (aut.) | Marcatori | 53’ Galderisi 85’ Virdis |

| Arbitro: | Pairetto (Nichelino) |

|              |           |  |
| Galderisi 5’ | Marcatori |  |

| Arbitro: | D'Elia (Salerno) |

|            |           |  |
| Gritti 34’ | Marcatori |  |

| Arbitro: | Agnolin (Bassano del Grappa) |

|                       |           |                                |
| Pin 49’ Di Chiara 70’ | Marcatori | 3’ Galderisi 28’ (rig.) Virdis |

| Arbitro: | Luci (Firenze) |

|  |           |                       |
|  | Marcatori | 36’ Vialli 82’ Cerezo |

| Arbitro: | Fabricatore (Roma) |

|                           |           |              |
| Alessio 44’ Tovalieri 51’ | Marcatori | 61’ Tassotti |

| Arbitro: | Redini (Pisa) |

|             |           |  |
| Hateley 30’ | Marcatori |  |

| Arbitro: | Lo Bello (Siracusa) |

|                            |           |            |
| Carnevale 33’ Maradona 43’ | Marcatori | 79’ Virdis |

| Arbitro: | Lanese (Messina) |

|                                   |           |            |
| Virdis 26’, 52’, 54’ Donadoni 69’ | Marcatori | 10’ Boniek |

| Milano 10 maggio 1987 29ª giornata | Milan               | 0 – 0 referto | Como | Stadio Giuseppe Meazza (65 550 spett.)\| Arbitro: \| Coppetelli (Tivoli) \| |
| Arbitro:                           | Coppetelli (Tivoli) |               |      |                                                                             |

| Udine 17 maggio 1987 30ª giornata | Udinese       | 0 – 0 referto | Milan | Stadio Friuli (37 060 spett.)\| Arbitro: \| Redini (Pisa) \| |
| Arbitro:                          | Redini (Pisa) |               |       |                                                              |

#### Spareggio UEFA
| Arbitro: | Lanese (Messina) |

|              |           |  |
| Massaro 102’ | Marcatori |  |

### Coppa Italia

#### Primo turno
| Arbitro: | Sguizzato (Verona) |

|                   |           |  |
| Di Bartolomei 32’ | Marcatori |  |

| Arbitro: | Bergamo (Livorno) |

|  |           |            |
|  | Marcatori | 85’ Virdis |

| Arbitro: | Lanese (Messina) |

|  |           |                               |
|  | Marcatori | 15’, 40’ Baresi 62’ Galderisi |

| Arbitro: | Luci (Firenze) |

|  |           |             |
|  | Marcatori | 9’ Fontolan |

| Arbitro: | Redini (Pisa) |

|               |           |                   |
| Trifunović 8’ | Marcatori | 85’ (rig.) Baresi |

#### Ottavi di finale
| Arbitro: | Baldas (Trieste) |

|  |           |                |
|  | Marcatori | 82’ Bortolazzi |

| Parma 8 aprile 1987 Ritorno | Parma               | 0 – 0 | Milan | Stadio Ennio Tardini (15 000 spett.)\| Arbitro: \| Lo Bello (Siracusa) \| |
| Arbitro:                    | Lo Bello (Siracusa) |       |       |                                                                           |

## Statistiche

### Statistiche di squadra
| Competizione   | Punti | In casa | In casa | In casa | In casa | In casa | In casa | In trasferta | In trasferta | In trasferta | In trasferta | In trasferta | In trasferta | Totale | Totale | Totale | Totale | Totale | Totale | DR  |
| Competizione   | Punti | G       | V       | N       | P       | Gf      | Gs      | G            | V            | N            | P            | Gf           | Gs           | G      | V      | N      | P      | Gf     | Gs     | DR  |
| -------------- | ----- | ------- | ------- | ------- | ------- | ------- | ------- | ------------ | ------------ | ------------ | ------------ | ------------ | ------------ | ------ | ------ | ------ | ------ | ------ | ------ | --- |
| Serie A        | 35    | 15      | 8       | 5       | 2       | 17      | 6       | 15           | 5            | 4            | 6            | 14           | 15           | 30     | 13     | 9      | 8      | 31     | 21     | +10 |
| Spareggio UEFA | -     | -       | -       | -       | -       | -       | -       | -            | -            | -            | -            | -            | -            | 1      | 1      | 0      | 0      | 1      | 0      | +1  |
| Coppa Italia   | -     | 3       | 1       | 0       | 2       | 1       | 2       | 4            | 2            | 2            | 0            | 5            | 1            | 7      | 3      | 2      | 2      | 6      | 3      | +3  |
| Totale         | -     | 18      | 9       | 5       | 4       | 18      | 8       | 19           | 7            | 6            | 6            | 19           | 16           | 38     | 17     | 11     | 10     | 38     | 24     | +14 |

### Statistiche dei giocatori
Fonte: 
| Giocatore        | Serie A  | Serie A | Serie A     | Serie A    | Spareggio UEFA | Spareggio UEFA | Spareggio UEFA | Spareggio UEFA | Coppa Italia | Coppa Italia | Coppa Italia | Coppa Italia | Totale   | Totale | Totale      | Totale     |
| Giocatore        | Presenze | Reti    | Ammonizioni | Espulsioni | Presenze       | Reti           | Ammonizioni    | Espulsioni     | Presenze     | Reti         | Ammonizioni  | Espulsioni   | Presenze | Reti   | Ammonizioni | Espulsioni |
| ---------------- | -------- | ------- | ----------- | ---------- | -------------- | -------------- | -------------- | -------------- | ------------ | ------------ | ------------ | ------------ | -------- | ------ | ----------- | ---------- |
| F. Alberti       | 0        | -0      | 0           | 0          | 0              | -0             | 0              | 0              | 0            | -0           | 0            | 0            | 0        | -0     | 0           | 0          |
| F. Baresi        | 28       | 2       | ?           | ?          | 1              | 0              | ?              | ?              | 6            | 3            | ?            | ?            | 35       | 5      | ?           | ?          |
| D. Bonetti       | 23       | 0       | ?           | ?          | 1              | 0              | ?              | ?              | 4            | 0            | ?            | ?            | 28       | 0      | ?           | ?          |
| C. Cimmino       | 0        | 0       | 0           | 0          | 0              | 0              | 0              | 0              | 0            | 0            | 0            | 0            | 0        | 0      | 0           | 0          |
| A. Costacurta    | 0        | 0       | 0           | 0          | 0              | 0              | 0              | 0              | 2            | 0            | ?            | ?            | 2        | 0      | 0+          | 0+         |
| A. Di Bartolomei | 30       | 1       | ?           | ?          | 1              | 0              | ?              | ?              | 6            | 1            | ?            | ?            | 37       | 2      | ?           | ?          |
| R. Donadoni      | 28       | 2       | ?           | ?          | 1              | 0              | ?              | ?              | 7            | 0            | ?            | ?            | 36       | 2      | ?           | ?          |
| A. Evani         | 7        | 0       | ?           | ?          | 0              | 0              | 0              | 0              | 5            | 0            | ?            | ?            | 12       | 0      | 0+          | 0+         |
| G. Galderisi     | 21       | 3       | ?           | ?          | 0              | 0              | 0              | 0              | 7            | 1            | ?            | ?            | 28       | 4      | 0+          | 0+         |
| F. Galli         | 21       | 0       | ?           | ?          | 1              | 0              | ?              | ?              | 6            | 0            | ?            | ?            | 28       | 0      | ?           | ?          |
| G. Galli         | 25       | -16     | ?           | ?          | 0              | -0             | 0              | 0              | 6            | -2           | ?            | ?            | 31       | -18    | 0+          | 0+         |
| M. Hateley       | 23       | 2       | ?           | 1          | 0              | 0              | 0              | 0              | 5            | 0            | ?            | ?            | 28       | 2      | 0+          | 1+         |
| R. Lorenzini     | 5        | 0       | ?           | ?          | 0              | 0              | 0              | 0              | 2            | 0            | ?            | ?            | 7        | 0      | 0+          | 0+         |
| M. Macina        | 0        | 0       | 0           | 0          | 0              | 0              | 0              | 0              | 0            | 0            | 0            | 0            | 0        | 0      | 0           | 0          |
| P. Maldini       | 29       | 1       | ?           | ?          | 1              | 0              | ?              | ?              | 7            | 0            | ?            | ?            | 37       | 1      | ?           | ?          |
| A. Manzo         | 20       | 0       | ?           | ?          | 1              | 0              | ?              | ?              | 3            | 0            | ?            | ?            | 24       | 0      | ?           | ?          |
| D. Massaro       | 22       | 2       | ?           | ?          | 1              | 1              | ?              | ?              | 1            | 0            | ?            | ?            | 24       | 3      | ?           | ?          |
| G. Nuciari       | 5        | -5      | ?           | ?          | 1              | -0             | ?              | ?              | 1            | -1           | ?            | ?            | 7        | -6     | ?           | ?          |
| G. Stroppa       | 0        | 0       | 0           | 0          | 0              | 0              | 0              | 0              | 0            | 0            | 0            | 0            | 0        | 0      | 0           | 0          |
| M. Tassotti      | 24       | 1       | ?           | ?          | 1              | 0              | ?              | ?              | 4            | 0            | ?            | ?            | 29       | 1      | ?           | ?          |
| P.P. Virdis      | 28       | 17      | ?           | ?          | 1              | 0              | ?              | ?              | 6            | 1            | ?            | ?            | 35       | 18     | ?           | ?          |
| R. Wilkins       | 16       | 0       | ?           | ?          | 1              | 0              | ?              | ?              | 7            | 0            | ?            | ?            | 24       | 0      | ?           | ?          |
| F. Zanoncelli    | 6        | 0       | ?           | ?          | 1              | 0              | ?              | ?              | 4            | 0            | ?            | ?            | 11       | 0      | ?           | ?          |